# Galaktický disk

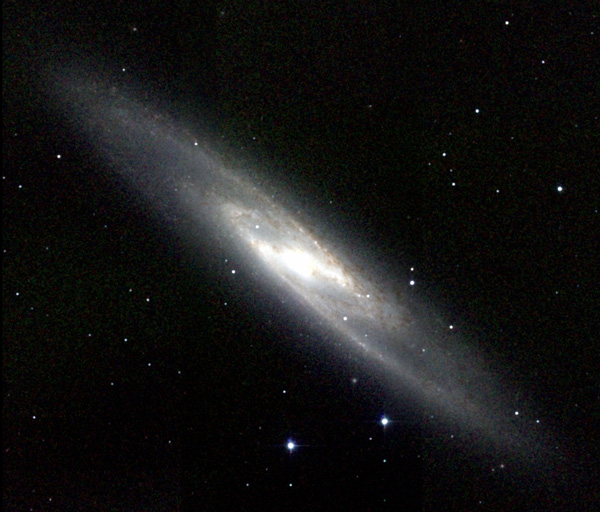
Galaktický disk spirální galaxie NGC 253

Galaktický disk je částí diskových galaxií, jako jsou spirálové galaxie a čočkové galaxie. Nachází se v oblasti spirál. Bývá zde větší množství prachu a plynu a mladší hvězdy než v galaktickém jádře nebo v galaktickém halu. Část s prachem a plynem v disku se označuje jako plynový disk a část s hvězdami jako hvězdný disk.
Zjistilo se, že jsou oběžné rychlosti hvězd v galaktickém disku ve většině diskových galaxií nepravidelné vzhledem ke svítivost galaxie. Možným vysvětlením tohoto problému je nesvítivá temná hmota.